# عکاسی برهنه جعلی
عکاسی برهنه جعلی (به انگلیسی: Fake nude photography) به خلق عکس‌های برهنه گفته می‌شود که به گونه‌ای طراحی شده‌اند تا به عنوان تصاویر برهنه واقعی یک فرد جلوه کنند. انگیزه‌ها برای خلق این عکس‌های تغییر یافته شامل ارضای جنسی، برچسب‌زدن یا شرمسار کردن سوژه، و کسب درآمد و سود از طریق فروش عکس‌ها در وب‌سایت‌های پورنوگرافی است. این تصاویر می‌توانند با استفاده از نرم‌افزار ویرایش تصویر یا از طریق یادگیری ماشینی ساخته شوند. تصاویر پورنوگرافیک جعلی که با استفاده از روش دوم ساخته شده‌اند به عنوان دیپ‌ فیک یا جعل عمیق هم شناخته می‌شوند.
بسیاری از وب‌سایت‌ها تصاویر برهنه و پورنوگرافیک جعلی از سلبریتی‌ها را به اشتراک می‌گذارند، که گاهی با عنوان «سلبریتی فیک» اشاره می‌شوند. مجلاتی مانند «سلبریتی اسکین» (Celebrity Skin) که عکس‌های پاپاراتزی و عکس‌های برهنه به دست آمده به صورت غیرقانونی را منتشر می‌کردند، به عنوان پیشگامان این پدیده ذکر شده‌اند. در دهه‌های ۱۹۹۰ و ۲۰۰۰، تصاویر جعلی برهنه سلبریتی‌ها در یوزنت و وب‌سایت‌های دیگر زیاد شدند، که به کمپین‌هایی برای اقدامات قانونی علیه خالقان تصاویر و وب‌سایت‌هایی که به تعیین صحت عکس‌های برهنه اختصاص یافته‌اند، منجر شد. «دیپ‌ فیک‌ها»، که از شبکه‌های عصبی مصنوعی برای قرار دادن چهره یک فرد در تصویر یا ویدیوی پورنوگرافیک استفاده می‌کنند، در دهه ۲۰۱۰ محبوب شدند و منجر به نگرانی‌هایی در مورد استفاده آن‌ها در اخبار جعلی و پورن انتقامی شد.

## اهداف
دلایل خلق عکس‌های برهنه می‌تواند از نیاز به از بین بردن اعتبار هدف به صورت عمومی، نفرت شخصی از هدف، یا وعده سود مالی برای چنین کاری از جانب خالق چنین عکس‌هایی متغیر باشد.
عکس‌های جعلی برهنه اغلب افراد شاخصی مانند صاحبان کسب‌وکار یا سیاستمداران را هدف قرار می‌دهند. این مورد برای کاندیدای انتخابات ریاست‌جمهوری رواندا در سال ۲۰۱۷، دایان رویگارا، صادق است.

دایان رویگارا: «آنها برهنه‌های جعلی هستند، در فتوشاپ تغییر یافته‌اند، و این یکی از بسیاری از تاکتیک‌هایی است که برای ساکت کردن من استفاده شده‌است.»

—سی‌ان‌ان

## موارد قابل توجه
- در سال ۲۰۱۰، ۹۷ نفر در کره جنوبی پس از انتشار تصاویر برهنه جعلی از گروه گرلز جنریشن در اینترنت دستگیر شدند.[۶] در سال ۲۰۱۱، یک مرد ۵۳ ساله در اینچئون پس از انتشار تصاویر جعلی بیشتر از همان گروه دستگیر شد.[۷][۸][۹]
- در سال ۲۰۱۲، پلیس کره جنوبی ۱۵۷ هنرمند کره‌ای را شناسایی کرد که برهنه‌های جعلی از آنها پخش می‌شد.[۱۰]
- در همان سال، بازیگر چینی خوانگ شیائومینگ عکس‌های برهنه‌ای منتشر کرد که جنجال عمومی را برانگیخت، اما در نهایت ثابت شد که این عکس‌ها واقعی هستند.[۱۱][۱۲]
- در سال ۲۰۱۴، سوپرمدل کیت آپتون تهدید کرد که از یک وب سایت به دلیل انتشار عکس‌های برهنه جعلی خود شکایت خواهد کرد. پیش از این، در سال ۲۰۱۱، این صفحه توسط تیلور سوئیفت تهدید شده بود.[۱۳]
- در نوامبر ۲۰۱۴، خواننده بی رین به دلیل یک عکس برهنه جعلی که در سراسر اینترنت پخش شد، عصبانی شد. اطلاعات نشان می‌دهد که: «عکس برهنه بی رین از گوشی گم شده کیم ته هی منتشر شد.» لیبل بی رین، کیوب انترتینمنت، اعلام کرد که شخصی که در عکس برهنه است، رین نیست و این شرکت از آن زمان اعلام کرده‌است که با افرادی که عکس‌هایی را همراه با کامنت‌های نادرست پست می‌کنند، برخورد قانونی خواهد کرد.[۱۴][۱۵]
- در ژوئیه ۲۰۱۸، پلیس سئول تحقیقاتی را پس از انتشار یک عکس برهنه جعلی از رئیس‌جمهور مون جه-این در وب سایت گروه فمینیستی رادیکال کره ای WOMAD آغاز کرد.[۱۶]
- در اوایل سال ۲۰۱۹، الکسندریا اوکاسیو کورتز، یک سیاستمدار حزب دموکرات، توسط احزاب سیاسی دیگر به دلیل یک عکس برهنه جعلی از او در حمام مورد سرزنش قرار گرفت. این تصویر موج بزرگی از جنجال رسانه‌ای را در ایالات متحده ایجاد کرد.[۱۷][۱۸][۱۹][۲۰]

## روش انجام
تصاویر برهنه جعلی را می‌توان با استفاده از نرم‌افزارهای ویرایش تصویر یا برنامه‌های کاربردی شبکه عصبی ایجاد کرد.
برای انجام این کار دو روش اساسی وجود دارد:
- می‌توان تصاویر موجود را با هم ترکیب کرد و روی تصاویر منبع قرار داد و چهره سوژه را به مدل برهنه اضافه کرد.
- لباس‌ها را از تصویر منبع حذف کرد تا مانند یک عکس برهنه به نظر برسد.

## تأثیر
این نوع تصاویر ممکن است تأثیر روانی منفی بر قربانیان داشته باشد و ممکن است برای اهداف اخاذی استفاده شود.

## برای مطالعه بیش‌تر
- Forbes, chapter 169, no 1–6, p. 84, Bertie Charles, Forbes Incorporated, 2002, California university.
- American Journalism Review: AJR. , chapter 18, no 1–5, p. 29, College of Journalism of the University of Maryland at College Park, 1996
- Hana S. Noor Al-Deen, John Allen Hendricks, Social Media: Usage and Impact, p. 248, Lexington Books, 2012.
- Janet Staiger, Media Reception Studies, p. 124, NYU Press, ۱ ژوئیه ۲۰۰۵
- Kola Boof, Diary of a Lost Girl: The Autobiography of Kola Boof, p. 305, Door of Kush, 2006.
- Laurence O'Toole, Pornocopia: porn, sex, technology and desire, p. 279, Serpent's Tail, 1999